# Eleccions al Canadà
El Canadà celebra eleccions per legislatures o governs en diverses jurisdiccions: per al govern federal (nacional), per als  governs provincials i territorials, i per als  governs municipals. També es fan eleccions a la Primera Nació i a organitzacions públiques i privades o sindicats.